# Ormar i gräset
Ormar i gräset är Roffe Ruffs debutalbum. Det gavs ut sommaren 2009.

## Låtlista
1. "Intro"
2. "Snutsvin"
3. "93" (med Daltone och Mästerkatten)
4. "17 Nov" (med Bubba Flexx)
5. "Dramastan" (med "Organismen")
6. "Ett glas öl (skit)"
7. "Psykofarmakajesus"
8. "Vill inte längre"
9. "Skit (skit)"
10. "Ormar i gräset" (med RicoWon och Farmor)
11. "Internetgangsta" (med Hofmästarn)
12. "Droppa mej"
13. "Manodepressiv" (med Organismen)

## Medverkande
Produktion
- Hofmästarn (Simon Hansson) – musikproducent
- Roffe Ruff – musikproducent, ljudtekniker
- Bubba Flexx – musikproducent, ljudtekniker
- Partillo (Patrik Alexandersson) – musikproducent
- Måns Asplund – mastering
- Olofsson Management – omslagsdesign